# 王弼 (宣德進士)
王弼（1401年—？），字廷輔，江西饒州府鄱陽縣人，軍籍。明朝政治人物。進士出身。

## 生平
江西鄉試中舉。宣德八年（1433年）癸丑科會試第九十五名，殿試登進士第二甲第十三名。除行在戶科給事中，累官至順天府府丞。

## 家族
曾祖王義昭。祖父王禮和。父亲王道昇。